# 贝亚恩 (挪威)
贝亚恩（挪威語：Beiarn）是挪威諾爾蘭郡的一個市镇，行政中心为莫爾尤德村。市镇面积为1,222.30平方公里，2023年人口数量为1,027人。